# مسیر سوخت‌وساز

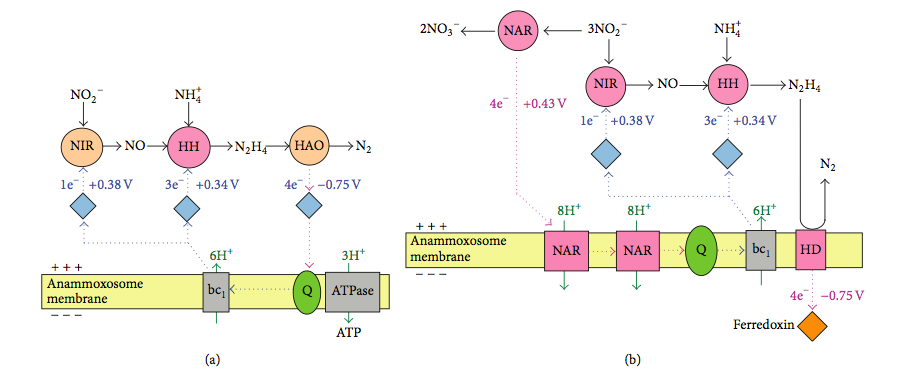
طرح‌واره‌ای فرضی از مسیرهای سوخت‌وساز؛ مسیرهای متابولیک فرضی و انتقال الکترون معکوس در آناموکسوسوم. (الف) کاتابولیسم Anammox که از نیتریت به عنوان گیرنده الکترون برای ایجاد نیروی محرکه پروتون بر روی غشای آناموکسوزومی استفاده می‌کند. (ب) انتقال معکوس الکترون با نیروی محرکه پروتون، کاتابولیسم مرکزی را با نیترات ردوکتاز (NAR) ترکیب می‌کند تا فردوکسین را برای کاهش دی‌اکسیدکربن در مسیر استیل-CoA تولید کند. HAO، هیدرازین اکسیدوردوکتاز؛ HD، هیدرازین دهیدروژناز؛ HH، هیدرازین هیدرولاز؛ NIR، نیتریت اکسیدوردوکتاز؛ س، کینین. الماس آبی روشن، سیتوکروم؛ فلش آبی، کاهش؛ فلش‌های صورتی، اکسیداسیون.

مسیر سوخت و ساز یا مسیر دگرگشتی به مجموعه‌ای از واکنش‌های آنزیمی درون‌یاخته‌ای گفته می‌شود که تغییرات ویژه‌ای را بر روی واکنش‌گرهای خود اعمال می‌کند و آن‌ها را به ترکیبات میانه و در نهایت به فراورده‌(های) پایانی تبدیل می‌کند. این ترکیبات میانه و فراورده‌(های) پایانی را دگرگشته می‌نامند. دگرگشته، خود ممکن است وارد مسیرهای سوخت و ساز دیگری شود و تغییرات دیگری را متحمل گردد. به همین جهت، دگرگشته‌ها موجب ارتباط میان مسیرهای گوناگون سوخت وسازی بدن می‌شوند و شبکه‌ای از مسیرهای سوخت وسازی را می‌سازند که به آن شبکهٔ دگرگشتی گفته می‌شود. مسیرهای سوخت و ساز (یا مسیرهای دگرگشتی) دو دسته‌اند: ۱- مسیرهای فروگشتی، ۲- مسیرهای فراگشتی. مسیر فروگشتی موجب شکسته شدن واکنشگرها شده و ترکیبات پیچیده را به ترکیبات ساده‌تر تبدیل می‌نماید. مسیرهای فروگشتی معمولاً انرژی‌زا هستند. مسیر فراگشتی سبب ترکیب واکنشگرها و ایجاد ترکیبات پیچیده از پیش‌سازهای ساده‌تر می‌شود. مسیرهای فراگشتی معمولاً انرژی‌گیر هستند.

## مسیر فروگشتی
به‌طور کلی مسیر فروگشتی (یا مسیر سوختن)، مسیری است که سوخت‌های آلی درون یاخته را می‌سوزاند و با شکستن پیوندهای پرانرژی آنها، نیاز انرژیتیک یاخته را برطرف می‌کند. این انرژی آزاد شده از پیوندها، در ساختمان مولکول‌هایی چون ATP، NADH و FADH۲ ذخیره می‌گردد. البته بازده این مسیرها ۱۰۰٪ نیست؛ چرا که بخشی از این انرژی به صورت گرما در یاخته آزاد می‌شود. به‌طور معمول، بازده این مسیرها در حدود ۵۰٪ است. انرژی ذخیره شدهٔ این مسیرها به مصارف گوناگونی می‌رسد که یکی از مهم‌ترین آنها، مصرف در مسیرهای فراگشتی برای بیوسنتز ترکیبات پیچیدهٔ درون یاخته است.